# Vicia chianshanensis
Vicia chianshanensis là một loài thực vật có hoa trong họ Đậu. Loài này được (P.Y.Fu & Y.A.Chen) Z.D.Xia miêu tả khoa học đầu tiên.